# Gemmula sogodensis
Gemmula sogodensis é uma espécie de gastrópode do gênero Gemmula, pertencente a família Turridae.